# Sant Jaume de Naut Aran
Sant Jaume de Naut Aran és una obra de Naut Aran (Vall d'Aran) inclosa a l'Inventari del Patrimoni Arquitectònic de Catalunya.

## Descripció
Església d'una sola nau capçada per un absis semicircular. La coberta està feta amb bigues de fusta i sostenen una volta de doble vessant. Tot i que sembla d'origen romànic, actualment presenta components de construccions posteriors com poden ser finestres i la porta d'entrada.